# Machimus
Machimus är ett släkte av tvåvingar. Machimus ingår i familjen rovflugor.

## Bildgalleri

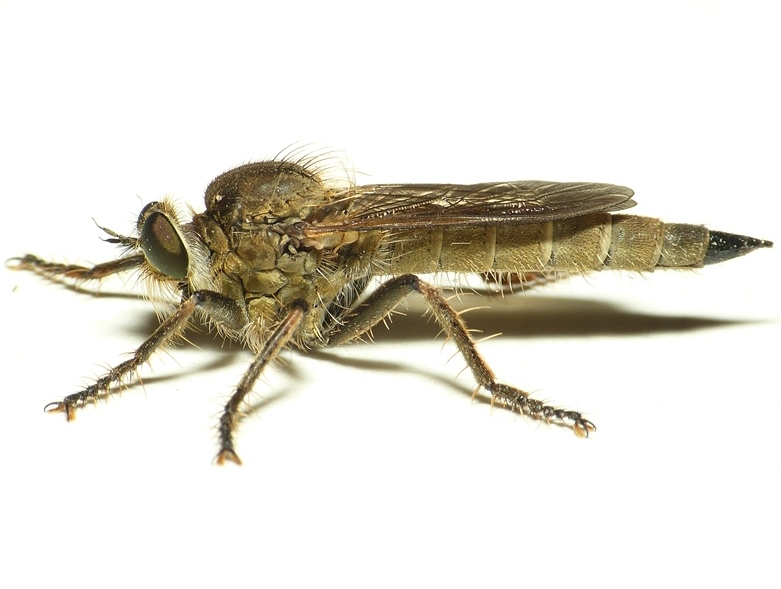
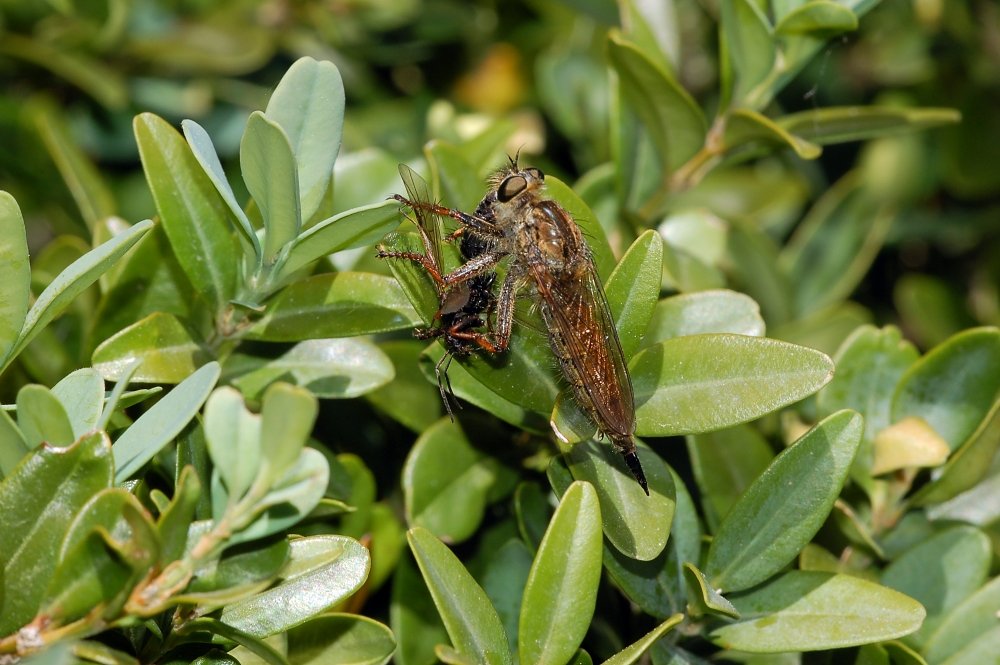
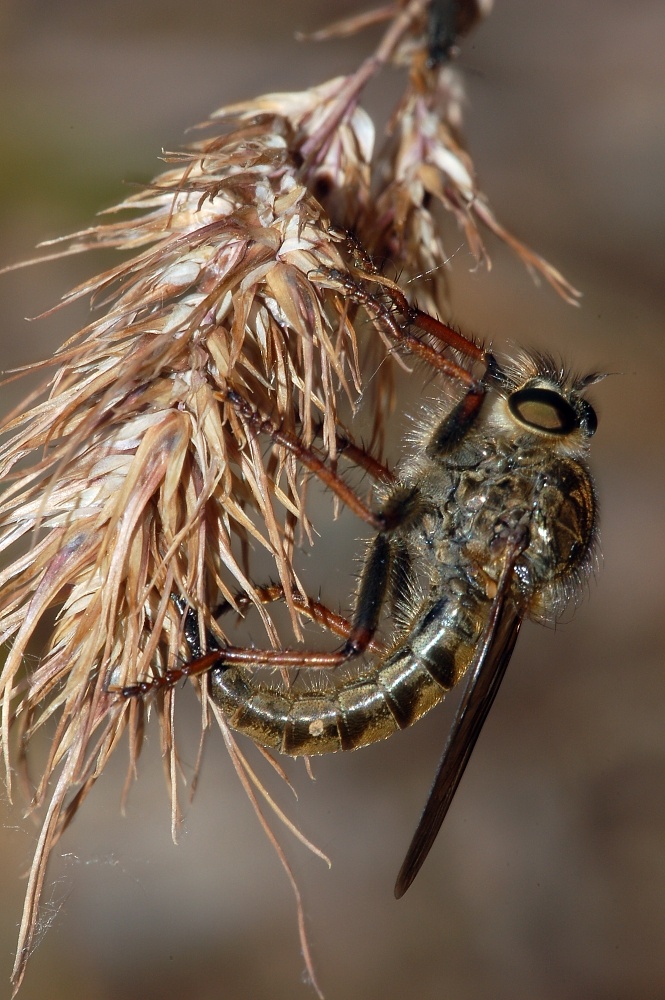
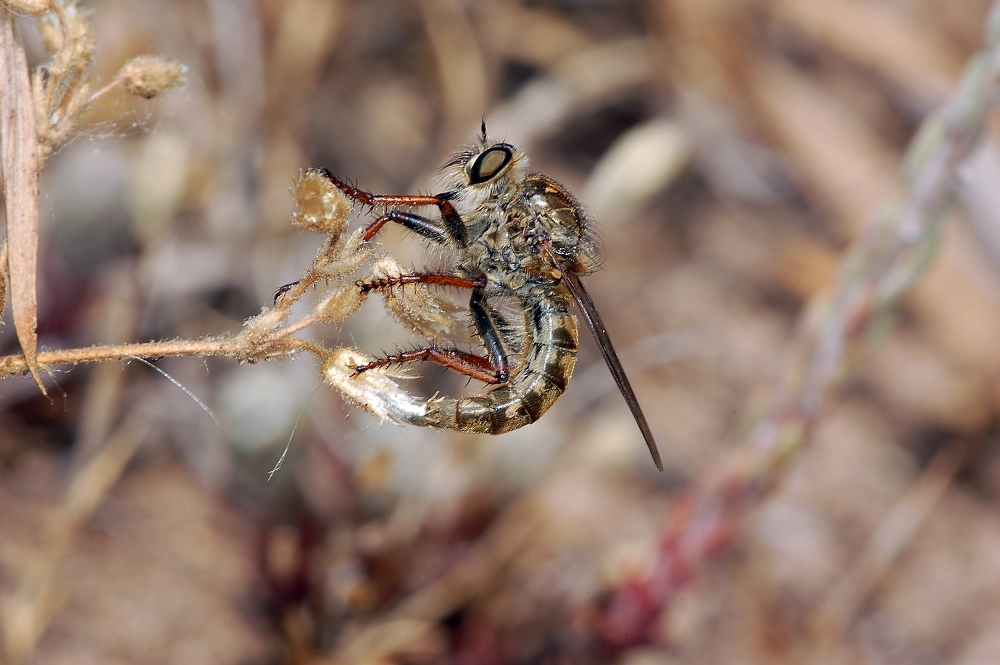
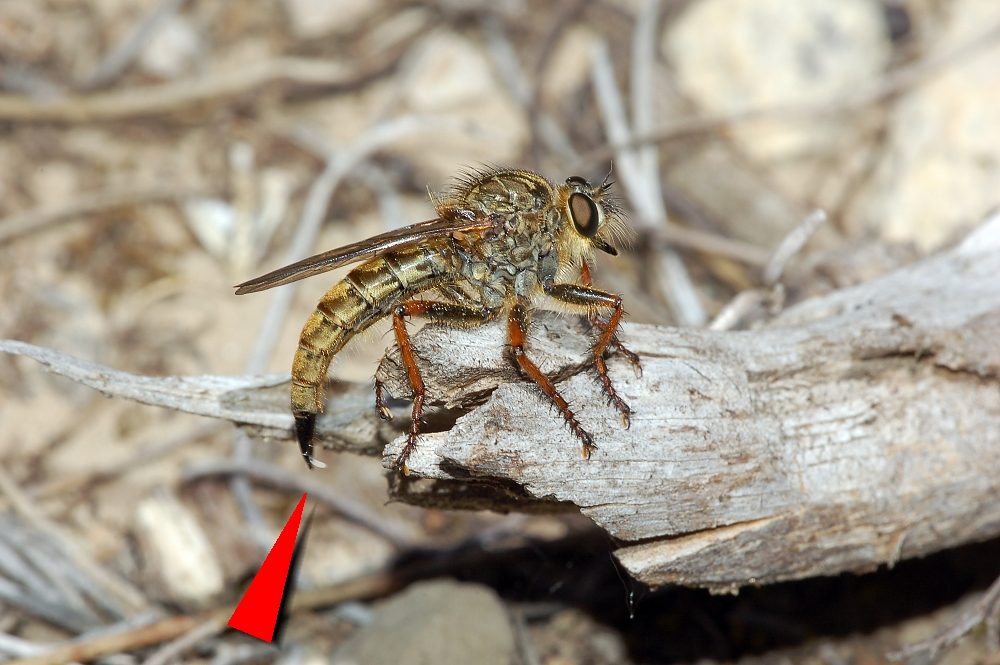
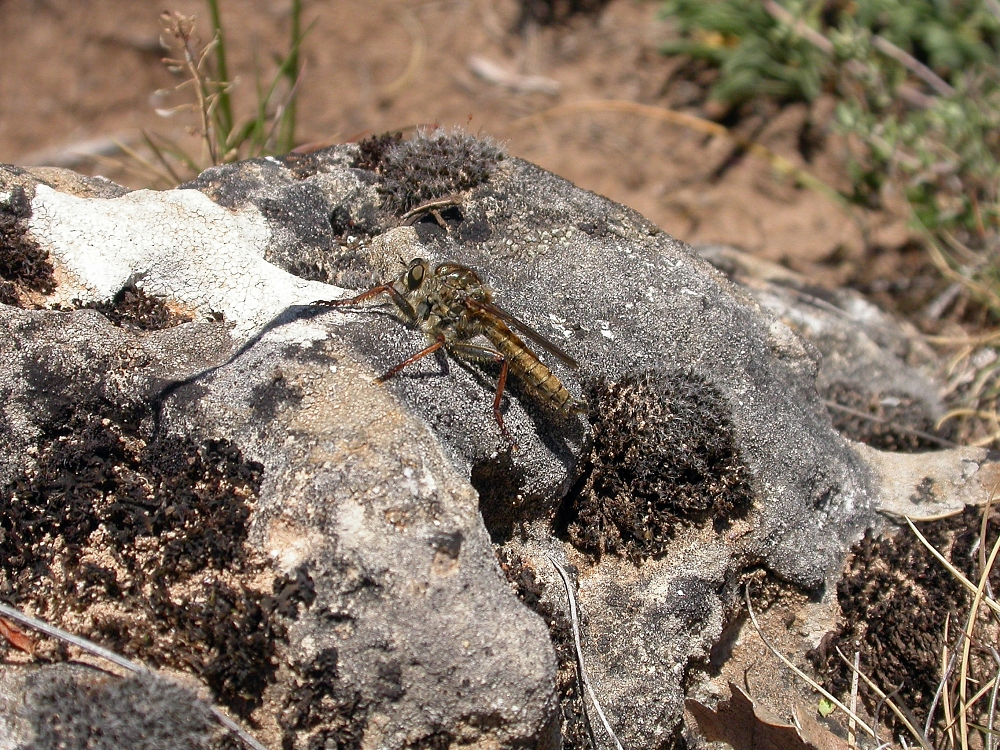

## Dottertaxa tillMachimus, i alfabetisk ordning[1][2]
- Machimus aberrans
- Machimus achterbergi
- Machimus acutus
- Machimus adustus
- Machimus agilis
- Machimus alatavicus
- Machimus albibarbis
- Machimus albiceps
- Machimus albiventris
- Machimus alius
- Machimus alterus
- Machimus alticolus
- Machimus angularis
- Machimus angustifrons
- Machimus annulipes
- Machimus anonymus
- Machimus antennatus
- Machimus antimachus
- Machimus aradensis
- Machimus araxanus
- Machimus aridalis
- Machimus aridus
- Machimus armeniacus
- Machimus armipes
- Machimus arthriticus
- Machimus asiaticus
- Machimus assamensis
- Machimus atricapillus
- Machimus atripes
- Machimus aurentulus
- Machimus aurimystax
- Machimus autumnalis
- Machimus ayubiensis
- Machimus barcelonicus
- Machimus bataviensis
- Machimus bengalensis
- Machimus bicolor
- Machimus biljici
- Machimus blantoni
- Machimus blascoi
- Machimus bolgaricus
- Machimus brevis
- Machimus bromleyanus
- Machimus calicutensis
- Machimus caliginosus
- Machimus callidus
- Machimus calvoides
- Machimus calvus
- Machimus cancerae
- Machimus capillatus
- Machimus carolinae
- Machimus caudiculatus
- Machimus cavagnaroi
- Machimus cerasinus
- Machimus chaldaeus
- Machimus cheriani
- Machimus chinensis
- Machimus chrystis
- Machimus cinchonaensis
- Machimus cinerarius
- Machimus cingulifer
- Machimus citus
- Machimus coastils
- Machimus coerulescens
- Machimus coleus
- Machimus comans
- Machimus concinnus
- Machimus convexus
- Machimus corsicus
- Machimus coruscus
- Machimus costalis
- Machimus cribratus
- Machimus cyanopus
- Machimus cyrnaeus
- Machimus dasypygus
- Machimus davidsonae
- Machimus debilis
- Machimus decipiens
- Machimus delusus
- Machimus diagonalis
- Machimus divinosus
- Machimus divisus
- Machimus dolichommerus
- Machimus dravidicus
- Machimus dubiosus
- Machimus dubius
- Machimus elegans
- Machimus erevanensis
- Machimus ermineus
- Machimus erythocnemius
- Machimus exiguus
- Machimus eximius
- Machimus fascialis
- Machimus fattigi
- Machimus ferox
- Machimus fimbriatus
- Machimus flavibarbatus
- Machimus flavipyga
- Machimus floridensis
- Machimus formosus
- Machimus fortis
- Machimus frosti
- Machimus funebris
- Machimus gertschi
- Machimus gilvipes
- Machimus globifer
- Machimus gonatistes
- Machimus grantae
- Machimus gratiosus
- Machimus griseus
- Machimus guttatus
- Machimus gymnus
- Machimus herbicola
- Machimus hermonensis
- Machimus hierosolymae
- Machimus hirsutus
- Machimus hirtipes
- Machimus hisamatsui
- Machimus hubbelli
- Machimus ibizensis
- Machimus idiorrhythmicus
- Machimus illucens
- Machimus impeditus
- Machimus impiger
- Machimus incisuralis
- Machimus incommunis
- Machimus indianus
- Machimus indicus
- Machimus infrafemoralis
- Machimus infuscatus
- Machimus inhonestus
- Machimus intricans
- Machimus inutilis
- Machimus jacutensis
- Machimus javieri
- Machimus johnsoni
- Machimus juxta
- Machimus katharinae
- Machimus keniaensis
- Machimus keralaensis
- Machimus khasiensis
- Machimus krueperi
- Machimus kurzenkoi
- Machimus lacinulatus
- Machimus laevis
- Machimus largus
- Machimus latapex
- Machimus lecythus
- Machimus lepturus
- Machimus lesinensis
- Machimus leucocephalus
- Machimus lhassae
- Machimus linearis
- Machimus longipenis
- Machimus longipennis
- Machimus lucentinus
- Machimus lurettae
- Machimus macrophthalmus
- Machimus maculipes
- Machimus madeirensis
- Machimus maneei
- Machimus margaretae
- Machimus martini
- Machimus mauritanicus
- Machimus mcalpinei
- Machimus melanocerus
- Machimus meridionalis
- Machimus mexicanus
- Machimus minusculus
- Machimus mirandus
- Machimus modestus
- Machimus mondali
- Machimus mongolicus
- Machimus montanus
- Machimus monticola
- Machimus mussooriensis
- Machimus mystacinus
- Machimus nahalalensis
- Machimus nannus
- Machimus neariacensis
- Machimus negevensis
- Machimus nevadensis
- Machimus nicobarensis
- Machimus nigrifemoratus
- Machimus nigrinus
- Machimus nigripes
- Machimus nigrocaudatus
- Machimus nigrosetosus
- Machimus nilgiriensis
- Machimus niveribarbus
- Machimus notatus
- Machimus notialis
- Machimus novaescotiae
- Machimus novarensis
- Machimus occidentalis
- Machimus oriens
- Machimus paganus
- Machimus painteri
- Machimus pallipes
- Machimus pamirensis
- Machimus pammelas
- Machimus paropus
- Machimus parvulus
- Machimus parvus
- Machimus pastshenkoae
- Machimus pauper
- Machimus perfectus
- Machimus perniciosus
- Machimus perplexus
- Machimus pilipes
- Machimus planifacies
- Machimus poecilogaster
- Machimus polyphemi
- Machimus portosanctanus
- Machimus prairiensis
- Machimus pseudogonatistes
- Machimus pseudonicobarensis
- Machimus punjabensis
- Machimus pyragra
- Machimus pyrenaicus
- Machimus retrospectus
- Machimus ricardoi
- Machimus richterae
- Machimus rubidus
- Machimus rudis
- Machimus rufescens
- Machimus rufipes
- Machimus rufostriatus
- Machimus rusticus
- Machimus sadyates
- Machimus sagittarius
- Machimus sanctimontis
- Machimus sareptanus
- Machimus scarbroughi
- Machimus schuezi
- Machimus senex
- Machimus sestertius
- Machimus setibarbis
- Machimus setibarbus
- Machimus shachristanicus
- Machimus smithi
- Machimus snowii
- Machimus socotrae
- Machimus spinifemoratus
- Machimus stanfordae
- Machimus strandi
- Machimus strymonicus
- Machimus subdolus
- Machimus subgenitalis
- Machimus submaculus
- Machimus tenebrosus
- Machimus tephraeus
- Machimus tessellatus
- Machimus thoracicus
- Machimus tibialis
- Machimus tivonensis
- Machimus trifissilis
- Machimus triton
- Machimus truncatus
- Machimus ugandiensis
- Machimus vadimi
- Machimus ventralis
- Machimus ventriculus
- Machimus vescus
- Machimus virginicus
- Machimus vividus
- Machimus wraniki